# Буркхард Шенк фон Таутенбург
Буркхард Шенк фон Таутенбург (на немски: Burchard, Schenk von Tautenburg; * 19 юли 1566; † 2 септември 1605) е шенк на Таутенбург близо до Йена в Тюрингия.
Той е третият син на Георг Шенк фон Таутенбург (1537 – 1579) и Магалена фон Глайхен-Рембда († 12 януари 1571), дъщеря на граф Йохан II фон Глайхен-Рембда (1504 – 1545) и втората му съпруга Анна фон Глайхен-Тона († сл. 1554), вдовица на Ханс Шенк фон Таутенбург Стари († 1529), дъщеря на граф Зигмунд II фон Глайхен-Тона († 1525) и Елизабет фон Изенбург-Бюдинген († ок. 1543). Брат е на бездетните Георг Шенк фон Таутенбург († 1593), Рудолф Шенк фон Таутенбург († 1597) и Хайнрих Шенк фон Таутенбург († 1626).
Буркхард Шенк фон Таутенбург умира на 2 септември 1605 г. на 39 години. Погребан е във фамилната гробница в църквата във Фрауенприсниц в Саксония-Ваймар.
На 3 август 1640 г. със син му Кристиан Шенк фон Таутенбург измира тюрингската линия на шенките фон Таутенбург и господството е взето от Курфюрство Саксония.

## Фамилия
Буркхард Шенк фон Таутенбургг се жени на 21 октомври 1598 г. за Агнес фон Еверщайн от Померания (* 1576; † 27 ноември 1636), вдовица на граф Ернст VII фон Хонщайн (* 24 март 1562; † 8 август 1593), дъщеря на граф Лудвиг III фон Еверщайн-Наугард (1527 – 1590) и Анна фон Мансфелд-Хинтерорт († 1583). Те имат четири деца:
- Кристиан Шенк фон Таутенбург (* 18 декември 1599 в Дрезден; † 3 август 1640), фрайхер и шенк на Таутенбург, женен на 12 юни 1627 г. в Гера за Доротея Сибила Ройс (* 7 октомври 1609; † 25 ноември 1631). 22-годишната му съпруга и децата му умират на 25 ноември 1631 г. На 12 май 1638 г. дворецът му във Фрауенприсниц изгаря.
- София Шенк фон Таутенбург († 23 януари 1636), омъжена I. за граф Фридрих Алберт фон Золмс-Зоневалде и Поух (1592 – 1615), II. 1618 г. за фелдмаршал граф Волфганг III фон Мансфелд-Фордерорт (1575 – 1638)
- Георг Шенк фон Таутенбург († 24 август 1613)
- Анна Магдалена Шенк фон Таутенбург († 18 август/пр. 6 септември 1620)